# 陳璧 (景泰進士)
陳璧（1415年—？），字仲奎，直隸蘇州府常熟縣人，民籍，明朝政治人物。

## 生平
正統六年（1441年）辛酉科應天鄉試第九十二名舉人，景泰五年（1454年）中式甲戌科會試第二百五十四名，二甲第四十四名進士。官至浙江按察司僉事。

## 家族
曾祖陳慶三；祖父陳子周；父陳宗海。